# Provinciehuis (Friesland)
Het provinciehuis Friesland (Fries: Provinsjehûs Fryslân) is het provinciehuis van de Nederlandse provincie Friesland. Het provinciale bestuur van Friesland is al sinds 1580 in dit gebouw aan de Tweebaksmarkt in Leeuwarden gevestigd. Gedurende deze periode is het pand meerdere malen verbouwd en uitgebreid.

## Bouw- en gebruiksgeschiedenis

### Tot 1580
De kern van het huidige provinciehuis is de stadswoning, een soort refugehuis, van de overste van het Barraconvent in Bergum. Het gebouw stond bekend als "abtshuis", hoewel het klooster in Bergum nooit de status van abdij verworven heeft. Mogelijk had het gebouw die naam te danken aan zijn indrukwekkende afmetingen. Tussen 1570 en 1578 was het gebouw ook nog kort in gebruik als paleis van de eerste en enige bisschop van Leeuwarden, Cuneris Petri. Daarna kwam er een einde aan het gebruik van het gebouw door de kerk. In 1576 had Friesland al de Pacificatie van Gent getekend en in 1578 werd de bisschop gevangengezet door de stadhouder Rennenberg. Op 23 maart 1579 bekrachtigde Friesland de Unie van Utrecht en werden de kerkelijke bezittingen onteigend. Het voormalig paleis van de bisschop werd op 15 maart 1580 door de stadhouder geschonken aan Staten van de Heerlijkheid Friesland, de voorloper van de tegenwoordige Provinciale Staten.

### 1580 - 1896

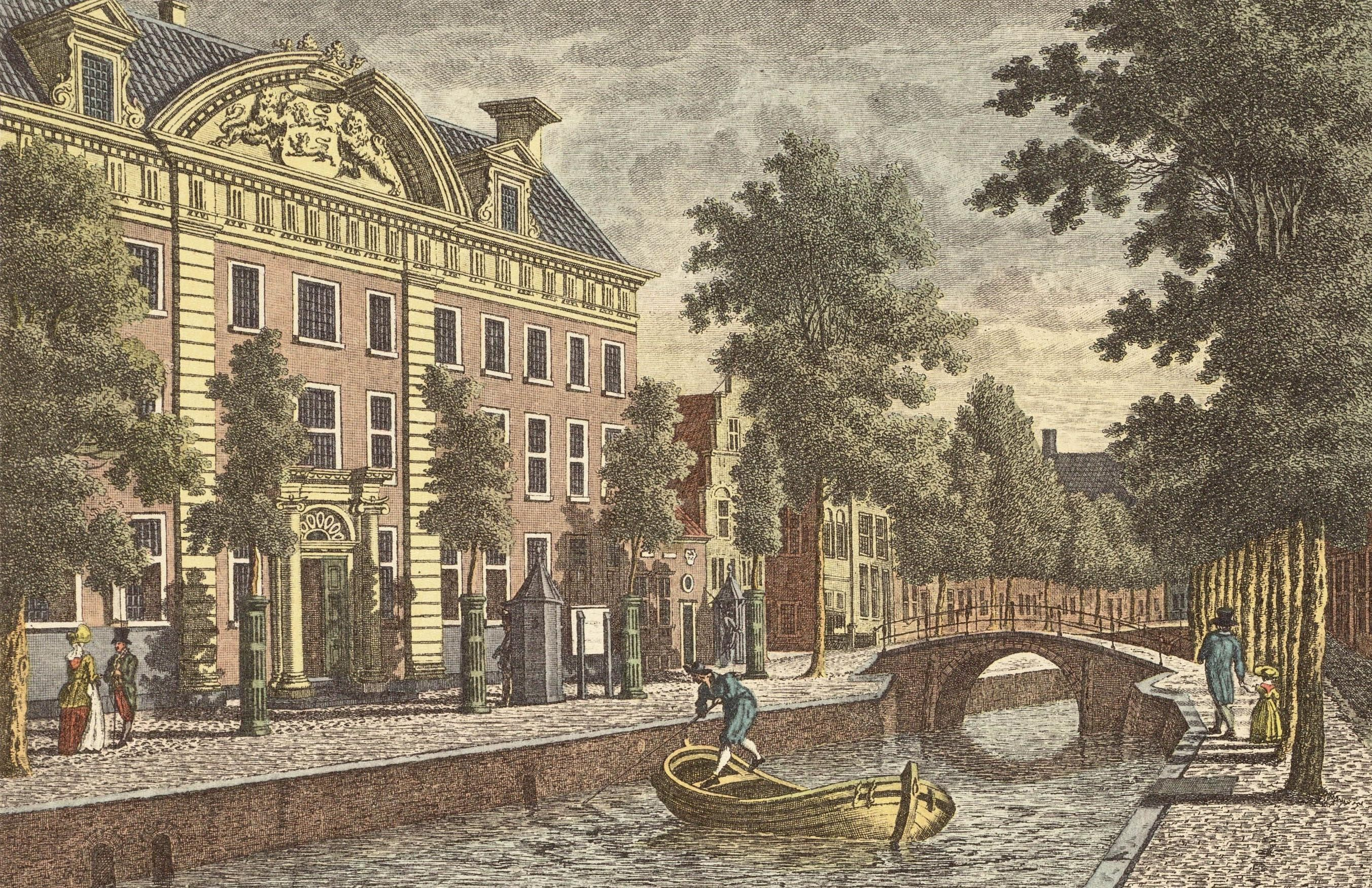
Litho van een tekening van Jan Bulthuis (1750-1801) met het provinciehuis na de verbouwing uit 1784 en de nog ongedempte Tweebaksmarkt (collectie Westfries Museum, Hoorn).

Hoewel het abtshuis omvangrijk was, bood het niet voldoende ruimte om de zittingen van de volledige Staten van Friesland te kunnen huisvesten. Hiervoor moesten de vertegenwoordigers van de dertig grietenijen en de elf steden elders terecht. Tot 1594 kwam men bijeen in het Jacobijnerklooster en daarna in het Landschapshuis aan de overzijde van de Tweebaksmarkt. Het abtshuis, dat inmiddels bekendstond als "Het Collegie", werd in 1668 en in 1710 aan de achterzijde richting de Heerestraat uitgebreid. De zijgevel aan de Korfmakersstraat kreeg in 1710 een gevel met pilasters in de kolossale orde en met Korinthische kapitelen. In 1784 werd het gebouw aan de zijde van de Tweebaksmarkt tot drie verdiepingen verhoogd en werd een nieuwe voorgevel opgetrokken. De ingangspartij wordt geflankeerd door Dorische pilasters van de kolossale orde die een fronton dragen dat gebroken wordt door het wapen van Friesland.
In de negentiende eeuw werd het gebouw aan de achterzijde nog verder uitgebreid, waardoor de gevel aan de Korfmakersstraat steeds breder werd. Aan deze zijde bleef het heterogene karakter, in tegenstelling tot de nu uniforme voorgevel, wel bewaard. Het hoekpand met de Heerestraat werd in 1830 ingelijfd. Ondanks deze vrijwel onafgebroken uitbreidingen, hielden de Provinciale Staten hun vergaderingen nog altijd buiten de deur. In 1849 werd het Landschapshuis afgebroken en kwam men daarna bijeen in de raadszaal van het stadhuis. Nadat in 1851 het Paleis van Justitie gereed gekomen was, verhuisden de Staten nogmaals. Ook deze vergaderlocatie was geen lang leven beschoren. In 1875 werden namelijk de provinciale gerechtshoven opgeheven en vervangen door de vijf huidige gerechtshoven. Het gerechtsgebied van het gerechtshof van Leeuwarden werd hiermee aanzienlijk uitgebreid. Een gevolg hiervan was dat het Paleis van Justitie door ruimtegebrek geen onderdak meer kon bieden aan de vergaderingen van de Provinciale Staten. Er werden plannen ontwikkeld voor nieuwbouw naast het Gouvernementsgebouw, zoals het Collegie inmiddels werd aangeduid. Dit liep uiteindelijk echter op niets uit en in 1890 werd besloten tot een ruil tussen de provincie en het Rijk. De provincie was bereid het Paleis van Justitie aan het Rijk over te dragen. Ter compensatie verplichtte het Rijk zich om het Gouvernementsgebouw aanzienlijk uit te breiden. De Rijksbouwmeester Jacobus van Lokhorst vervaardigde het ontwerp dat na aanbesteding in 1891 voor de som van ƒ 90.586 gegund werd. Het gebouw kwam in 1895 gereed. Van Lokhorst heeft in zijn ontwerp het laatste autonome pand aan de Korfmakersstraat geannexeerd en reconstrueerde hiervan de trapgevel. Hierachter plande hij vijf sectiekamers, de zogenoemde koffiekamer en de grote Statenzaal. Op 3 maart 1896 konden de Friese Provinciale Staten in deze zaal na ruim 400 jaar voor het eerst in hun eigen provinciehuis vergaderen. Bij de opening sloot de commissaris van de Koningin Binnert Philip van Harinxma thoe Slooten zijn openingstoespraak af met de woorden "Laten ook deze muren getuigen van Frieslands kracht en ontwikkeling".

### 1897 - 1985
Enkele kleine verbouwingen daargelaten, veranderde er tot 1970 weinig meer aan het gebouw. In dat jaar kwam een geheel nieuwe vleugel aan de Heerenstraat gereed. Ondanks deze uitbreiding bleef het ruimtegebrek voor het uitdijende provinciale bestuur pertinent. Eind jaren zeventig werden er daarom plannen ontwikkeld voor de bouw van een volledig nieuw provinciehuis ten zuiden van het centrum. Uiteindelijk viel het besluit toch de historische locatie in de binnenstad te handhaven en deze rigoureus te vergroten. Tussen 1980 en 1985 werd de door het architectenbureau Van Manen en Zwart ontworpen uitbreiding gerealiseerd. Het volume van het provinciehuis verdubbelde met deze ingreep. De huizen ten zuiden van het provinciehuis aan de Tweebaksmarkt moesten hiervoor wel worden gesloopt. Alleen het monumentale pand van de bibliotheek, die naar het beursgebouw verhuisde, bleef behouden. Het pand werd opgenomen in de nieuwe gevelwand van het provinciehuis. Na voltooiing besloeg het nieuwe provinciehuis het gehele huizenblok Tweebaksmarkt - Oude Oosterstraat - Heerestraat - Korfmakersstraat. Het langgerekte bouwwerk bevatte drie binnenhoven. Voor het interieur en de afwerking van de binnenruimten werd in 1984-1985 architect Lex Haak ingeschakeld. Laatstgenoemde bemoeide zich ook met de restauratie van de Statenzaal. De door Van Lokhorst ontworpen bankjes, die in de jaren zeventig waren verwijderd, werden van zolder gehaald en na ergonomische verbeteringen geherinstalleerd. Koningin Beatrix opende op 8 mei 1985 het uitgebreide en gerenoveerde provinciehuis.

### 2001 - 2012
In 2001 werd besloten het provinciehuis nogmaals te verbouwen en uit te breiden omdat het gebouw niet meer aan de eisen van de tijd voldeed en er meer kantoorruimte nodig was. Als architect werd gekozen voor Sjoerd Soeters. In zijn ontwerp uit 2004 werden de drie binnenhoven teruggebracht tot twee en werd één daarvan geopend naar de openbare ruimte. Er ontstond een wandelroute door het gebouw van de Heerenstraat naar de Tweebaksmarkt. Midden tussen deze binnenhoven werd een acht verdiepingen hoge toren gepland, door de architect betiteld als stadskroon. Bij de verbouwing werden de monumentale delen van het provinciehuis behouden. Een groot deel van de uitbreiding uit de jaren tachtig werd echter gesloopt om plaats te maken voor de toren. In maart 2009 werd begonnen met de sloopwerkzaamheden. Op 22 mei 2012 werd het vernieuwde Provinciehuis geopend door koningin Beatrix.

## Interieur

### De Statenzaal

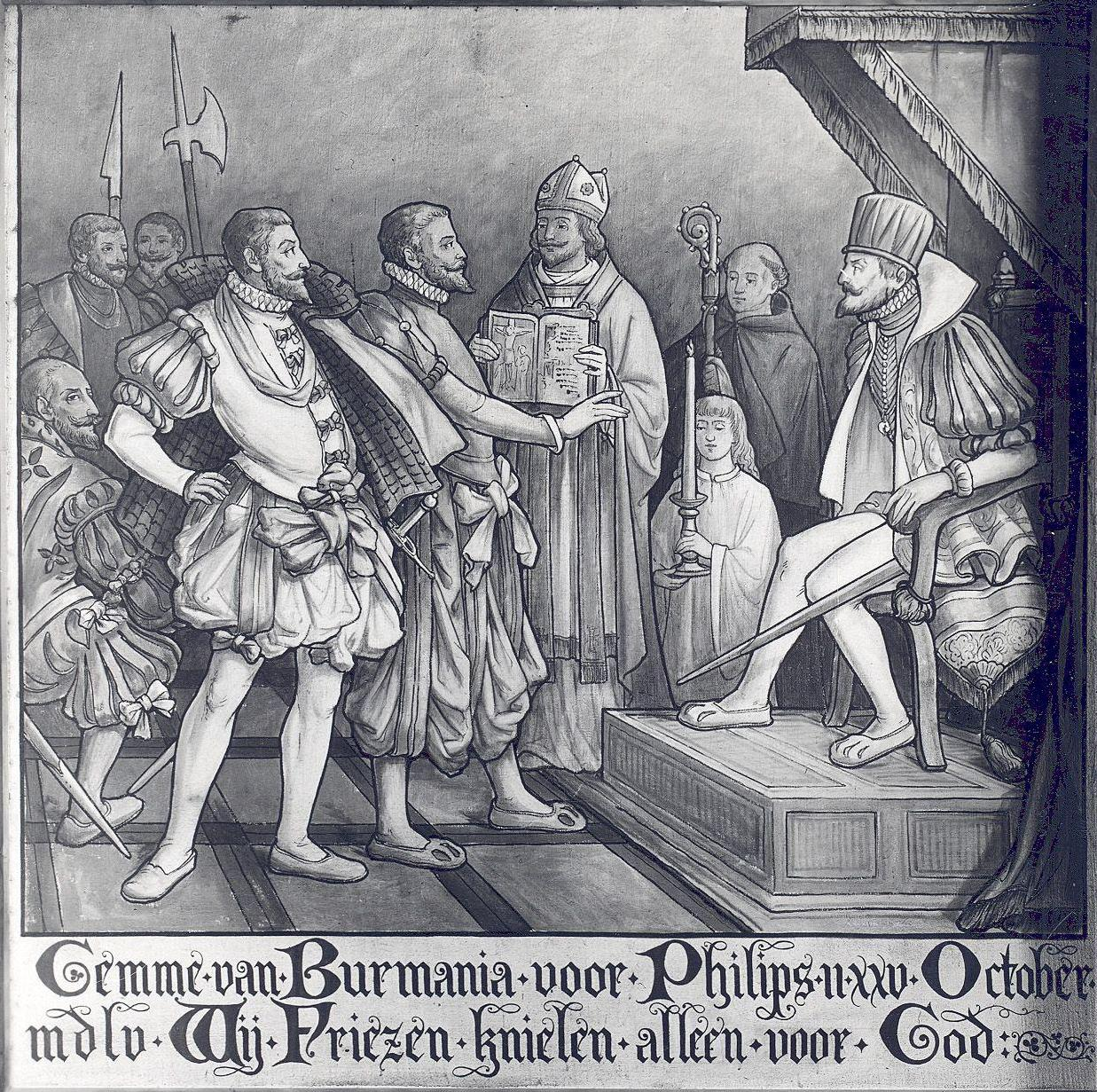
Detail van de beschildering van de Statenzaal: Gemme van Burmania voor Filips II,
"Wy Friezen knibbelje allinnich foar God" (Wij Friezen knielen alleen voor God).

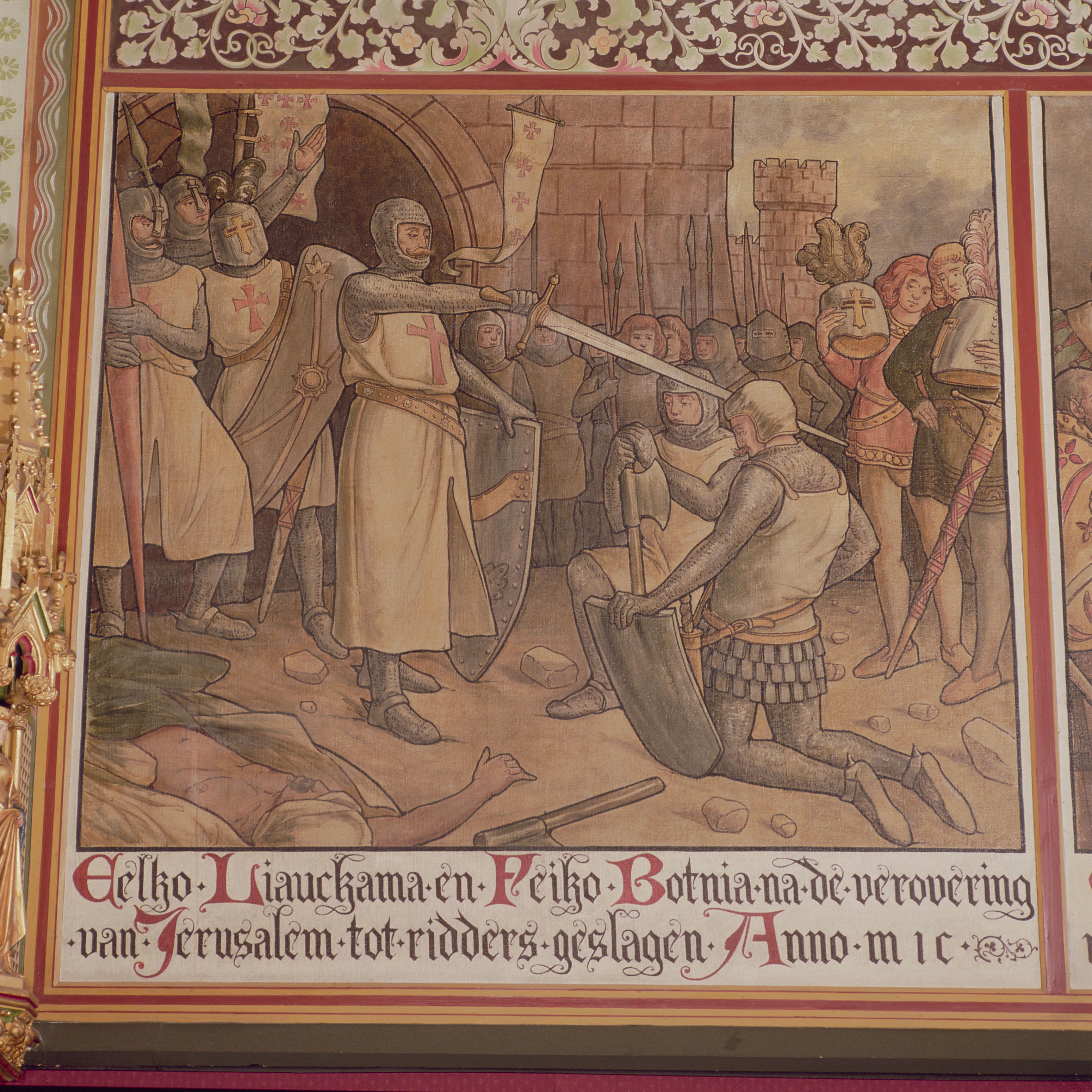
Provinciehuis: interieur, begane grond, achterzijde (Statenzaal), muurschildering, Eelko Liauckama en Feiko Botnia na de verovering van Jerusalem tot ridders geslagen.

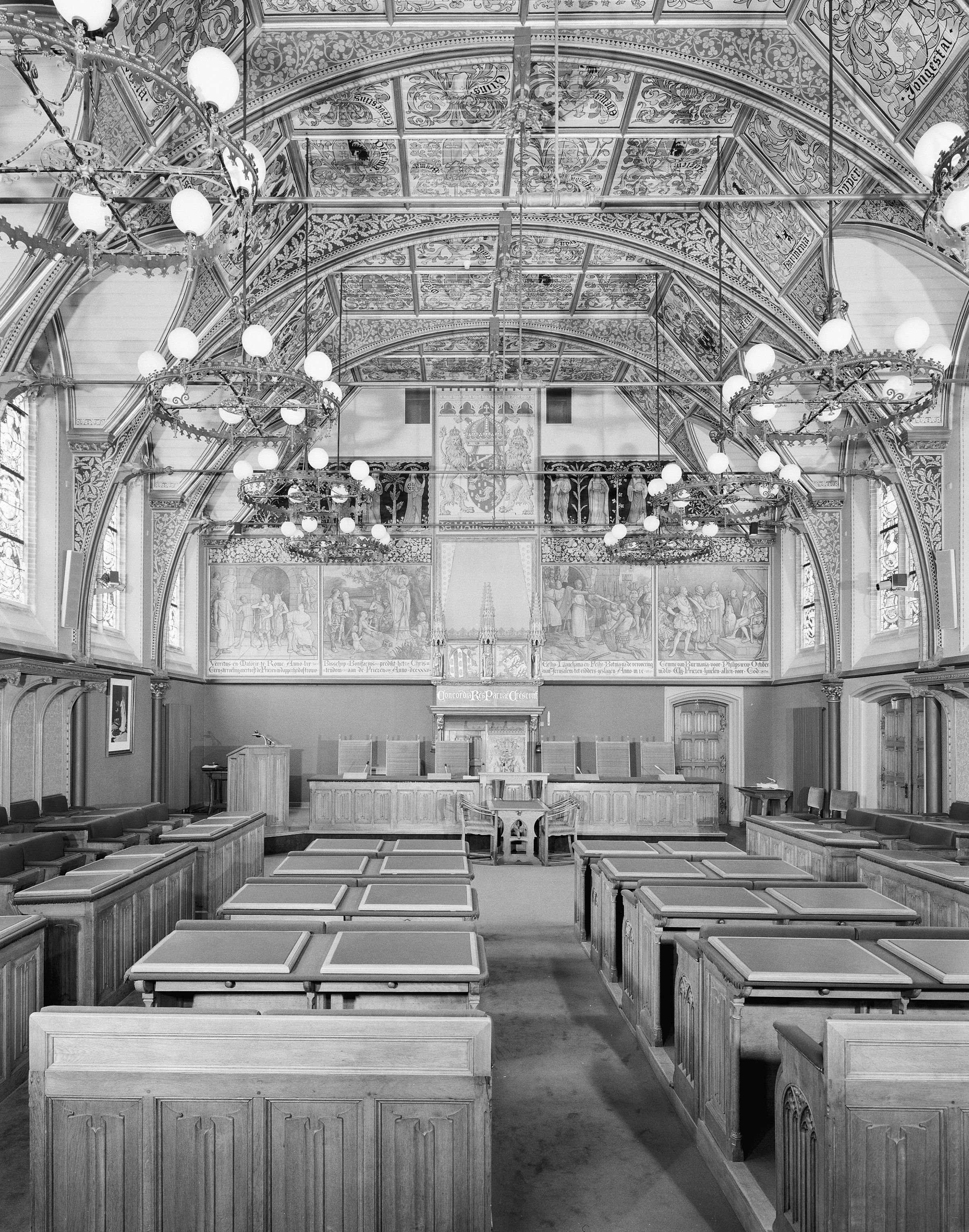
Statenzaal

De voornaamste ruimte in het provinciehuis is onmiskenbaar de door Van Lokhorst ontworpen Statenzaal uit 1891-1894. De neogotische zaal is 15 bij 10 meter groot en ruim 8 meter hoog. De ruimte wordt verlicht door in totaal twaalf spitse vensters hoog in de beide lange wanden. De vensters zijn voorzien van maaswerk en beglaasd met Gebrandschilderd glazen, vervaardigd door het Roermondse atelier Nicolas. De schilderingen stellen de wapens voor van de elf steden, de dertig grietenijen en de drie kwartieren. Ook de wanden en het plafond zijn voorzien van schilderingen die rijk zijn aan Friese symboliek.
De noordelijke wand, achter de zitplaatsen van het college van Gedeputeerde Staten, is beschilderd met vier voorstellingen uit de Friese geschiedenis. In het eerste tafereel zijn de Friese aanvoerders Malorix en Verritus te zien die in Rome de Friese zaak bepleiten. De schildering is voorzien van een onderschrift dat luidt: "Verritus en Malorix te Rome. Anno LIX. Geen sterveling overtreft de Friezen in dapperheid of trouw." De volgende voorstelling toont de predikende Bonifatius. Hier luidt het onderschrift: "Bisschop Bonifacius predikt het Christendom aan de Friezen. Anno DCCXXXV." De derde afbeelding is van de edelmannen Eelko Liauckama en Feiko Botnia die door Godfried van Bouillon tijdens de Eerste Kruistocht tot ridder worden geslagen. Het onderschrift luidt: "Eelko Liauckama en Feiko Botnia na de verovering van Jerusalem tot ridders geslagen. Anno MIC." De laatste schildering stelt de edelman Gemme van Burmania voor die bij de eedaflegging voor Filips II weigerde te knielen en daarbij de woorden "Wy Friezen knibbelje allinne foar God" gesproken zou hebben. Ook hier is een onderschrift: "Gemme van Burmania voor Philips II. XXV October MDLV. Wij Friezen knielen alleen voor God." De schilderingen zijn ontworpen door Hendricus Jansen (1867-1921) en gesigneerd met Henrieux. De uitvoering zou van de hand zijn van een zekere Reclair, aan wiens identiteit getwijfeld wordt.Uit navraag bij het gemeentearchief Roermond blijkt dat Frans Reclair gewerkt heeft bij Cuypers & Co van 1-5-1883 tot 1-4-1892. Elders was te lezen dat Frans Reclair een van de talentvollere kunstenaars uit het atelier Cuypers & Stoltzenberg was. 
Hierboven bevinden zich acht voorstellingen van figuren die deugden personifiëren. Er is hierbij enigszins afgeweken van de zeven canonieke deugden. Aanwezig zijn: matigheid, kracht, hoop, geloof, liefde, waarheid, barmhartigheid en ingetogenheid. In het midden van deze wand bevindt zich ook de schouw die voorzien is van beeldhouwwerk dat drie van de kardinale deugden voorstelt: voorzichtigheid, rechtvaardigheid en kracht. Dit beeldhouwwerk is van de hand van Friedrich Stephan Stoltefus (1849-1910) en Johann Heinrich te Poel (1844-1897) van de firma Te Poel en Stoltefus. Later zijn deze opnieuw gemaakt door de houtsnijder Jan van Harskamp uit het Gelderse Zetten, na dat de oorspronkelijke beeldjes verdwenen zijn. Ook bevinden zich hier het wapen en de vlag van Friesland, het Rijkswapen en de spreuken Concordia res parvae crescunt en Je maintiendrai.
De tegenoverliggende wand bevat een balkon met de publieke tribune onder drie spitse boogopeningen. In de boogvelden zijn beschilderd met afbeeldingen van drie engelen die ieder een banderol dragen met een typisch Fries spreekwoord. Wierheit boppe al (de waarheid gaat boven alles), It is mei sizzen net to dwaen (met praten alleen kom je er niet) en Dy folle praet, moat folle wier meitsje (wie veel zegt, moet veel verantwoorden). Daar tussen nog twee vrouwfiguren die de spaarzaamheid en de vrijgevigheid personifiëren. Op de korbelen die het balkon dragen, staan de namen van fameuze Friezen, zoals Menno Simons, Gysbert Japicx en Onno Zwier van Haren.
Het houten plafond is verdeeld in 72 vakken en in elk zijn wapens geschilderd van geslachten van grietmannen.

### De koffiekamer
Deze kleinere ruimte bevindt zich ten noorden van de Statenzaal en kijkt uit op de Korfmakersstraat. De enigszins prozaïsche naam van het vertrek, dat eveneens door Van Lokhorst ontworpen werd, is ontleend aan zijn gebruiksfunctie als receptieruimte. De neorenaissancistische ruimte heeft een zoldering met een samengestelde balklaag. De wanden zijn tot halverwege betimmerd met eikenhout. De vensters in de drie kruiskozijnen hebben gebrandschilderde wapens van de oude Friese waterschappen.

### De kamer van de Gedeputeerde Staten
Dit is de oudste originele ruimte in het provinciehuis. Hij ligt aan de kant van de Tweebaksmarkt en kwam bij de verbouwing van 1784 tot stand. De kamer is ingericht in Lodewijk XVI-stijl met pilasters langs de wanden. Het stucplafond is rijk gedecoreerd met allerhande attributen die verwijzen naar de provincie en haar bestuur. Oorlog (harnas, kanonslopen, banieren), wetenschap (esculaap, inktpot, vijzel), landbouw (zeis, sikkel, graanschoof) en de zeevaart (verrekijker, aardbol, kompas) zijn alle vertegenwoordigd. Centraal staat de personificatie van Friesland: de landsmaagd. Zij wordt omringd door putti met nog meer attributen, zoals de caduceus (verwijst naar de handel), een pijlenbundel (gezamenlijke kracht) en zuil (standvastigheid). Het schilderij dat boven de blauwstenen schoorsteenmantel tegen de schoorsteenboezem (het schoorsteenstuk) hangt, wordt toegeschreven aan Gerard de Lairesse. Het stelt het bezoek van de Koningin van Sheba aan Salomo voor.